# Филипп Монсеньор
Филипп Бургундский (10 ноября 1323 — 10 августа 1346, Эгильон) — граф Оверни и Булони по праву жены с 1338 года, старший сын и наследник Эда IV (ок. 1295—1350), герцога Бургундского (1315—1350), и Жанны III Французской (1308—1347), пфальцграфини Бургундской (1330—1347). Его мать была дочерью короля Франции Филиппа V Длинного и Жанны II, пфальцграфини Бургундии.

## Биография
26 сентября 1338 года Филипп женился на Жанне I (8 мая 1326 — 20 сентября 1360), единственной дочери графа Гильома XII д’Овернь и Маргариты д’Эврё. В 1332 году после смерти своего отца Жанна унаследовала графства Овернь и Булонь. После женитьбы на Жанне Оверньской Филипп Бургундский принял титулы графа Оверни и Булони по праву жены.
В 1340 году Филипп вместе со своим отцом, герцогом Эдом Бургундским, защищал город Сент-Омер от англо-фламандской армии под командованием Роберта III Артуа. В 1346 году он в составе французской армии под предводительством герцога Жана Нормандского участвовал в осаде Эгильона в Гиени. Во время осады этой крепости Филипп погиб в результате несчастного случая.
Его вдова Жанна Оверньская в 1349 году вторично вышла замуж за дофина Иоанна Доброго, герцога Нормандии и будущего короля Франции.
В браке с Жанной Оверньской у Филиппа Бургундского было трое детей:
- Жанна (1344 — 11 сентября 1360), в 1347—1355 годах была обручена с графом Амадеем Савойским, но, в конце концов, приняла монашество в монастыре Пуасси
- Маргарита (род. 1345), умерла в детском возрасте
- Филипп I Руврский (5 августа 1346 — 21 ноября 1361), герцог Бургундии (1350—1361).